# Moulin du Portage

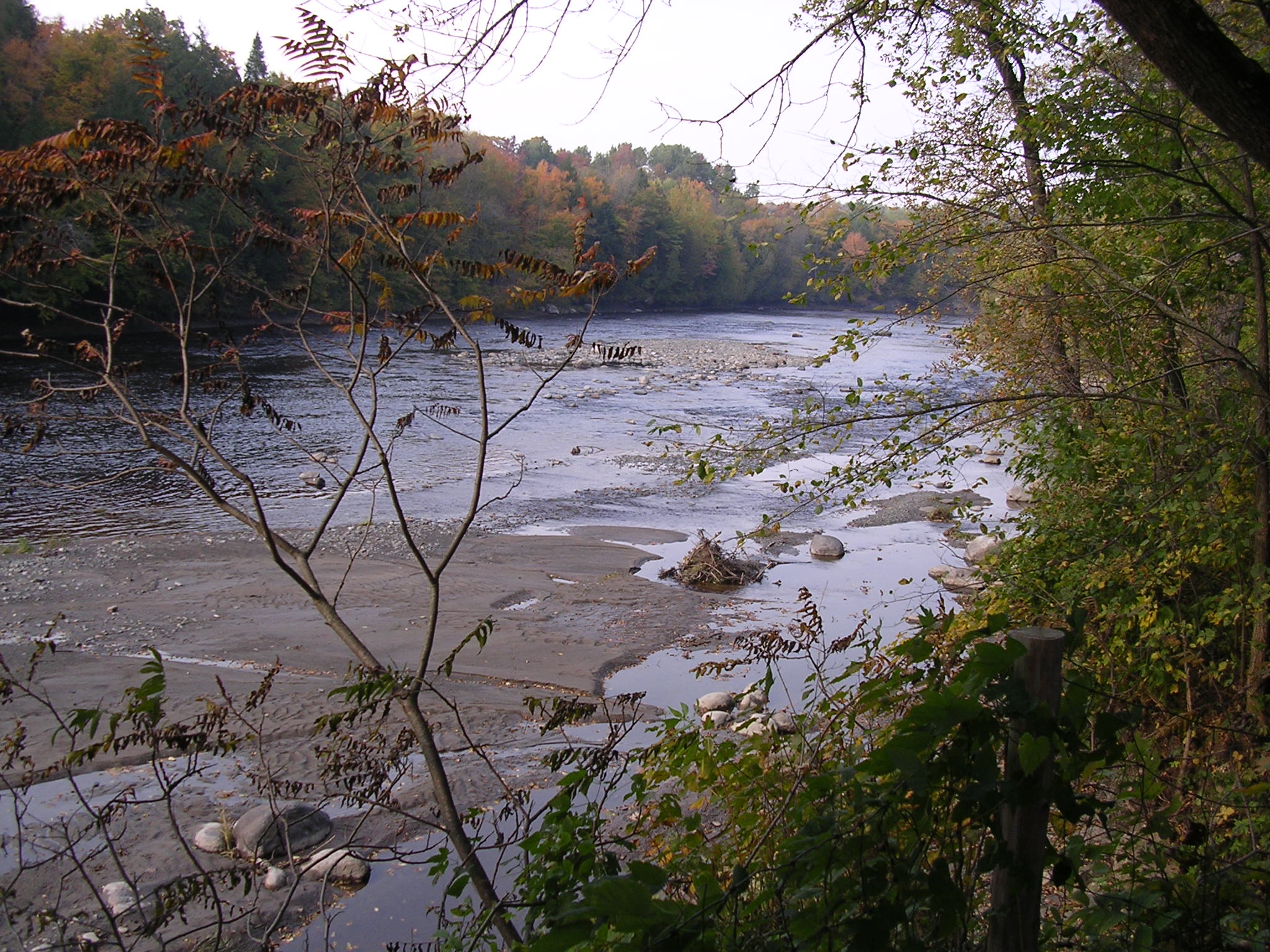
La rivière du Moulin du Portage en octobre 2005.

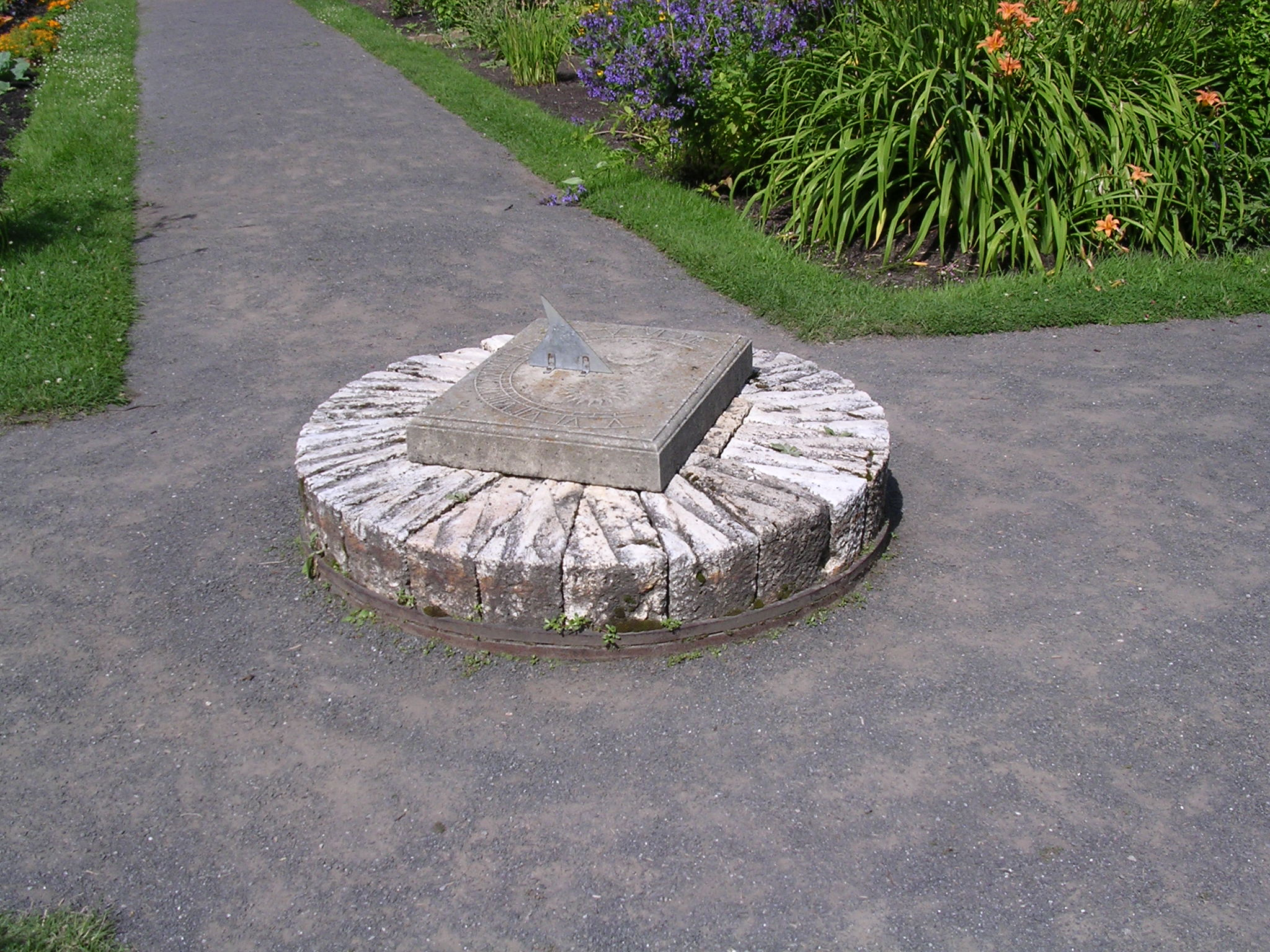
Meule au Domaine Joly-De Lotbinière, en 2004. Elle a été installée à cet endroit dans les années 1930 par la famille Joly de Lotbinière pour servir comme support d'un cadran solaire. Les archives ou les souvenirs ne permettent pas d'indiquer de quel moulin elle provient. Elle est faite d'une pierre qui ne provient pas du Québec. La pierre du cadran solaire a été refaite en 1985 ou 1986 sur le modèle du cadran qui s'y trouvait et qui était vandalisé par les visiteurs.

Le Moulin du Portage est situé à Lotbinière, dans la région de Chaudière-Appalaches. Construit en 1816 au Portage-de-la-Grande-Rivière-du-Chêne, il est l'un des derniers moulins à eau du Québec au Canada. Il a cessé ses opérations vers 1945. Le moulin a été ravagé par les flammes le 17 mai 1988, ne laissant que les quatre murs de pierres. Il ne reste plus rien des mécanismes de moulin. Les murs ont été consolidés et le moulin reconstruit de 1988 à 1992.  Il a été aménagé en salle de spectacle et café.
À Lotbinière, il y a aussi le Moulin du Domaine.

## Identification
- Nom du bâtiment : Moulin à eau du Portage
  - Autres noms : Moulin de Leclercville, Vieux Moulin
- Cours d'eau : Grande Rivière du Chêne
- Adresse civique : 1080 rang Saint-François Ouest
- Municipalité : Lotbinière
- Propriété : Société des amis du moulin du Portage

## Construction
- Date de construction : 1815
- Nom du constructeur :
- Nom du propriétaire initial : Eustache-Gaspard-Alain de Lotbinière, seigneur

## Chronologie
- Évolution du bâtiment :
  - 1816 : construction du moulin
  - 1927 : fin des opérations à cause d'un «coup d'eau»
  - Vers 1948 : reprise des opérations
  - Années 1950 : fin des opérations
  - 1982 : premières activités estivales sur le site
  - 1985 : présentation d'un premier spectacle, nouvelle vocation du moulin
  - 1988 : fin des activités à cause d'un incendie majeur
  - 1993 : réouverture de la salle de spectacle
- Propriétaires :
  - 1799-1822 : Eustache-Gaspard-Alain de Lotbinière, seigneur
  - 1828-1860 : Marie-Julie-Christine Chartier de Lotbinière
  - 1860-1908 : Henri-Gustave Joly de Lotbinière
  - 1908-1911 : Edmond Joly de Lotbinière
  - 1911-1954 : Alain Joly de Lotbinière
  - 1954-1978 : Edmond Joly de Lotbinière
  - 1978-1992 : Société historique régionale de Lotbinière
  - Depuis 1992 : Société des amis du moulin du Portage
- Meuniers :
  - Milieu du XIXe siècle : Télesphore Demers et Éloïse, son épouse
  - Vers 1948 : Isidore Auger
  - Zéphirin Houde
- Transformations majeures :
  - 1982-1985 : Restauration du moulin
  - 1988 : Incendie du moulin, ne laissant que les quatre murs de pierres
  - 1988-1992 : Reconstruction à l'intérieur des quatre murs de pierres

## Architecture
- En pierres, deux étages

## Protection patrimoniale
Classé monument historique en 1964

## Mise en valeur
- Constat de mise en valeur : salle de spectacle, café Éloïse, expositions, visites guidées, sentiers pédestres, aire de pique-nique.
- Site d'origine : Oui
- Constat sommaire d'intégrité :
- Responsable : Société des amis du moulin du Portage

## Note
1. ↑  Moulin du Portage, Répertoire du patrimoine culturel du Québec